# Congreso (subte de Buenos Aires)
Congreso - Presidente Doctor Raúl Ricardo Alfonsín es un estación que forma parte de la red de subterráneos de la Ciudad de Buenos Aires. Se encuentra ubicada entre las estaciones Pasco y Sáenz Peña de la línea A. Fue nombrada en honor al Congreso de la Nación Argentina que se encuentra a metros de la estación. Antes de llegar a la misma, viniendo desde Plaza de Mayo, existe sobre las vías un acceso restringido que permite entrar al edificio legislativo sin salir a la calle.[cita requerida]

## Ubicación
Está ubicada debajo de una de las principales avenidas de la ciudad, la Avenida Rivadavia, en su intersección con las avenidas Callao y Entre Ríos en el límite de los barrios porteños de Monserrat, San Nicolás y Balvanera. 

## Hitos urbanos
- Congreso de la Nación Argentina
- Biblioteca del Congreso
- Paseo La Plaza
- Plaza de los Dos Congresos.
- Confitería del Molino
- Spinetto Shopping

## Historia
Esta estación pertenece al primer tramo de la línea inaugurado el 1° de diciembre de 1913, que unía las estaciones de Plaza Miserere y Plaza de Mayo.
En 1997 esta estación fue declarada monumento histórico nacional.

### Actualidad
La estación ha sido restaurada por completo. Entre las reparaciones se puede contar la remoción y reemplazo de las cerámicas de las paredes y la elevación de los andenes para que queden a la altura de las formaciones, además de darle una pendiente para el desagote.
Otras mejoras cuentan la modernización de las escaleras mecánicas y la instalación de un ascensor para el ingreso y egreso de personas con movilidad reducida.
La proyectada línea F combinaría con la línea A en esta estación. 
En 2023, la Legislatura de la Ciudad Autónoma de Buenos Aires aprobó el renombramiento de la estación como «Congreso - Presidente Doctor Raúl Ricardo Alfonsín», agregándole esta última denominación en homenaje a Raúl Alfonsín. 

## Imágenes

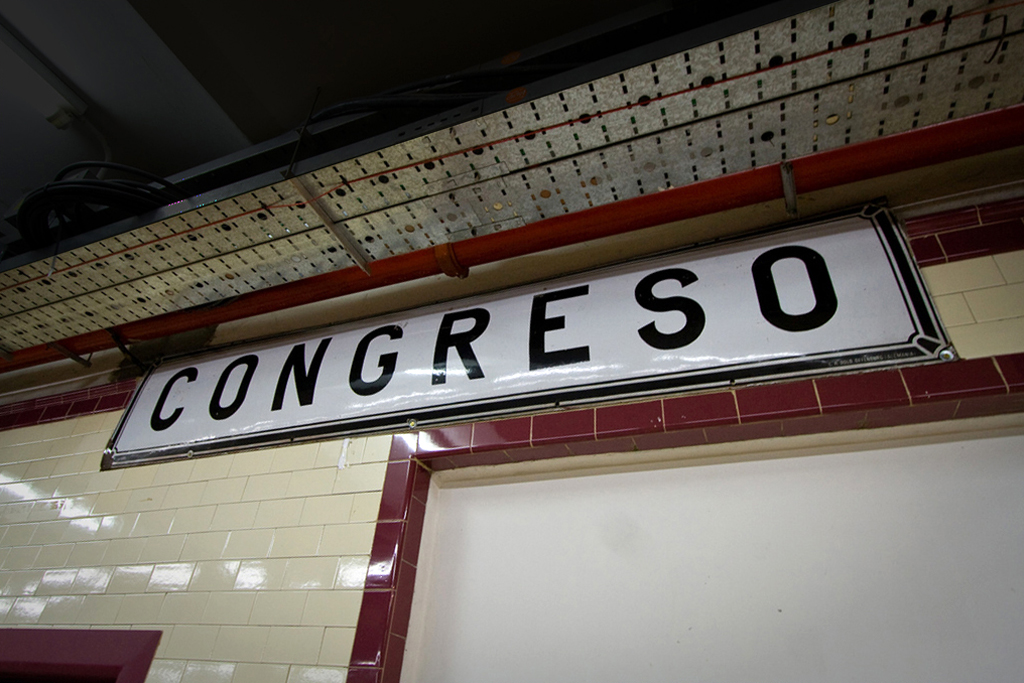
Cartel de la estación
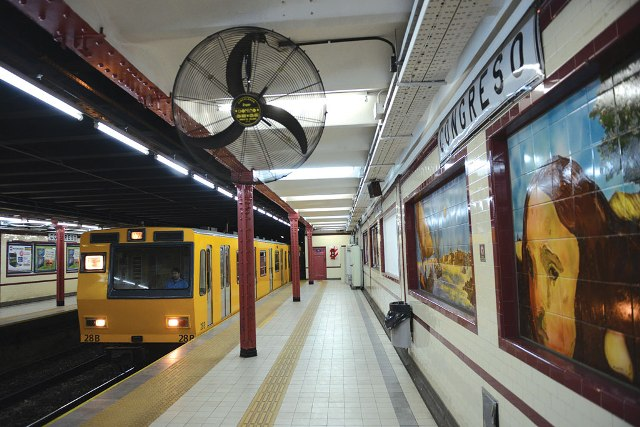
Formación ingresando
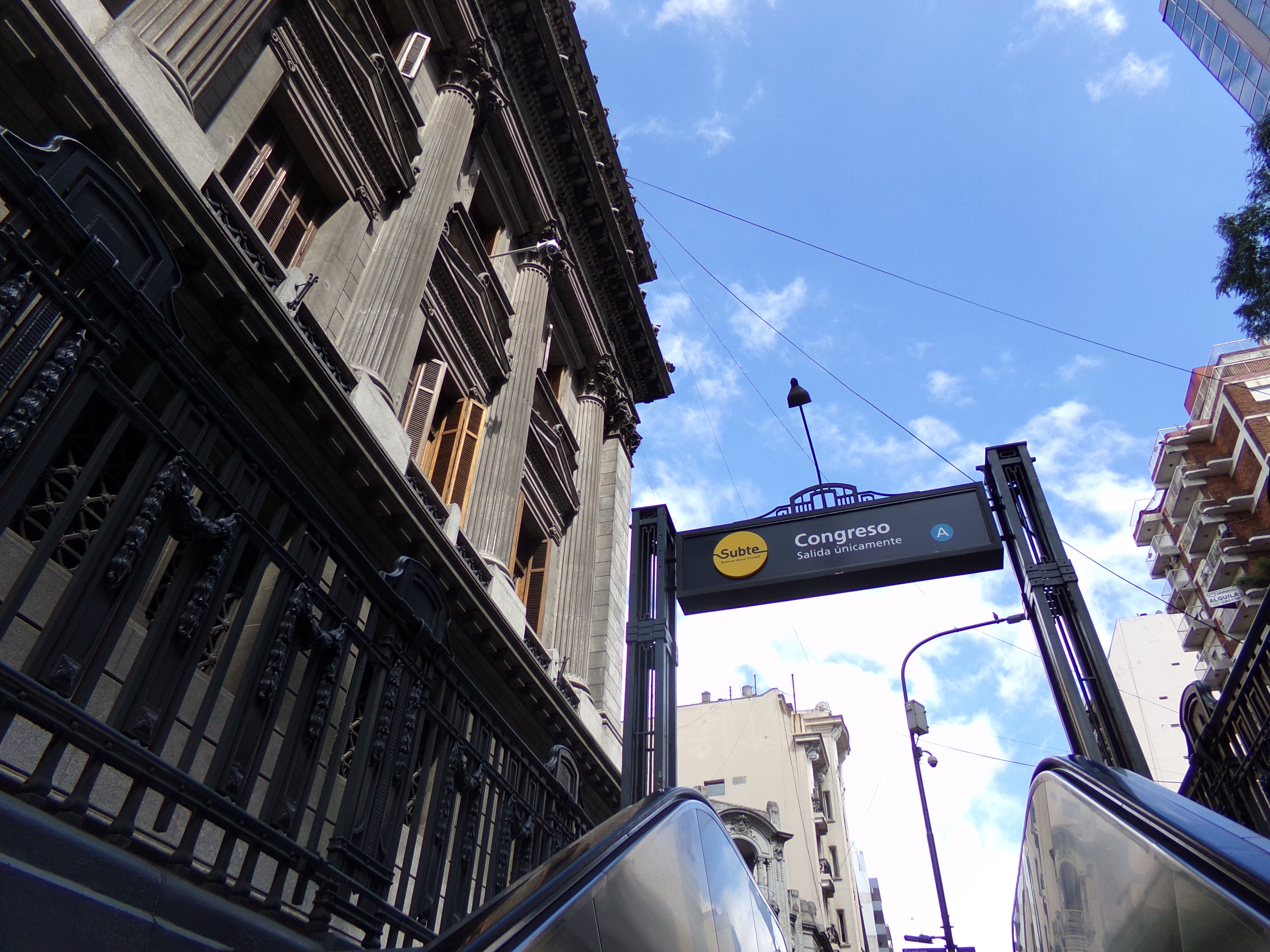
Salida hacia la calle
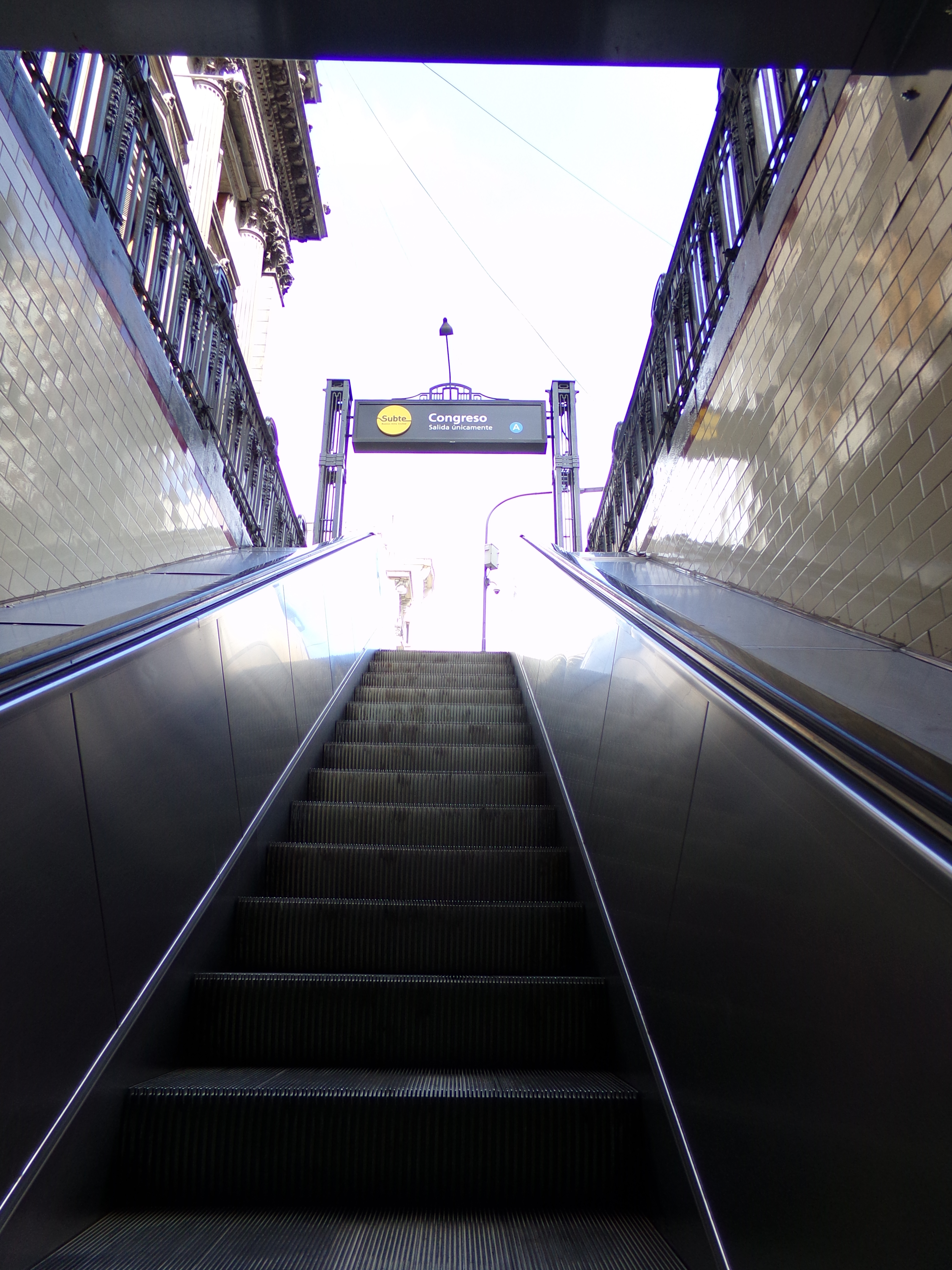
Escalera mecánica
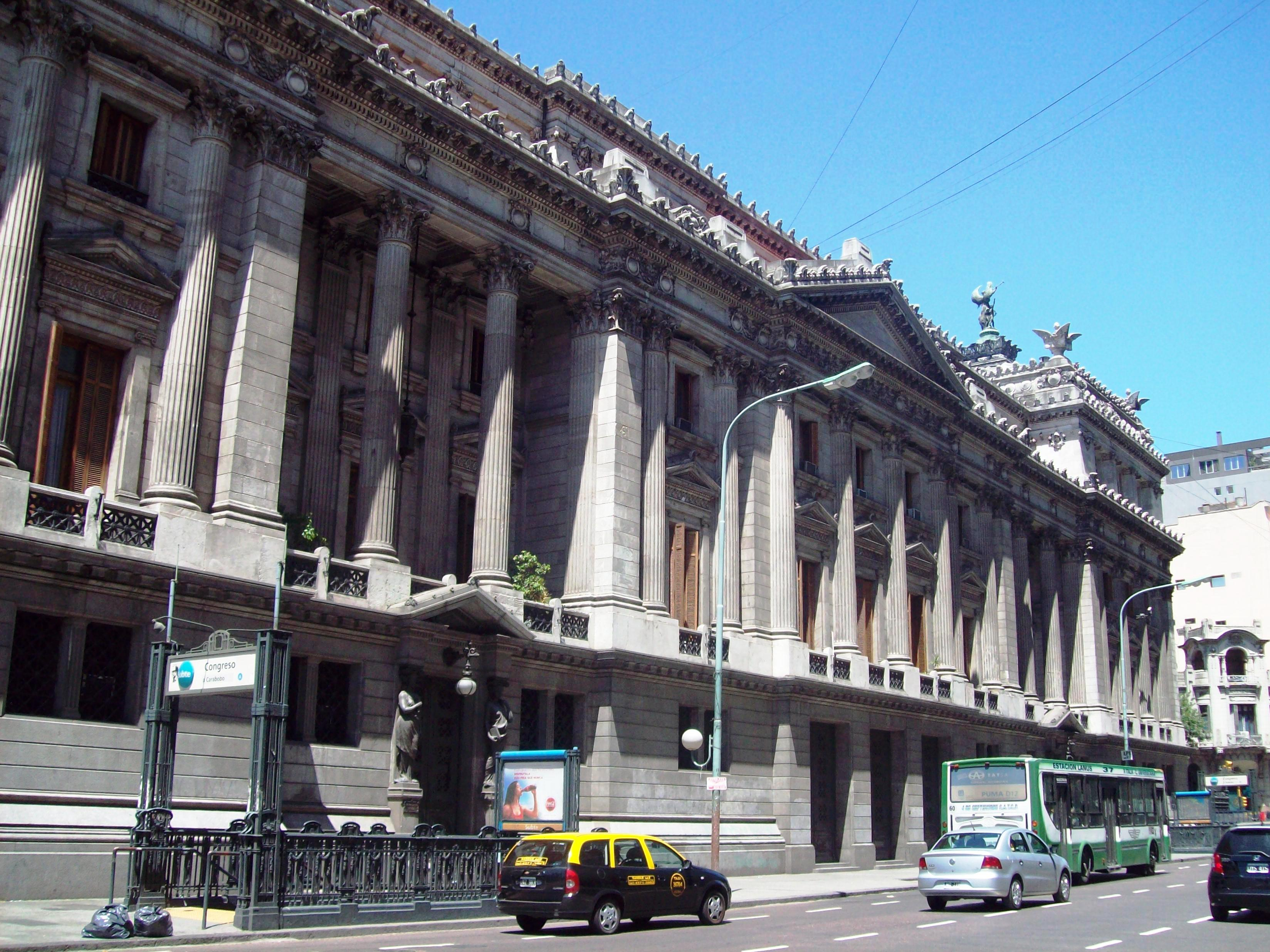
Acceso y el Congreso
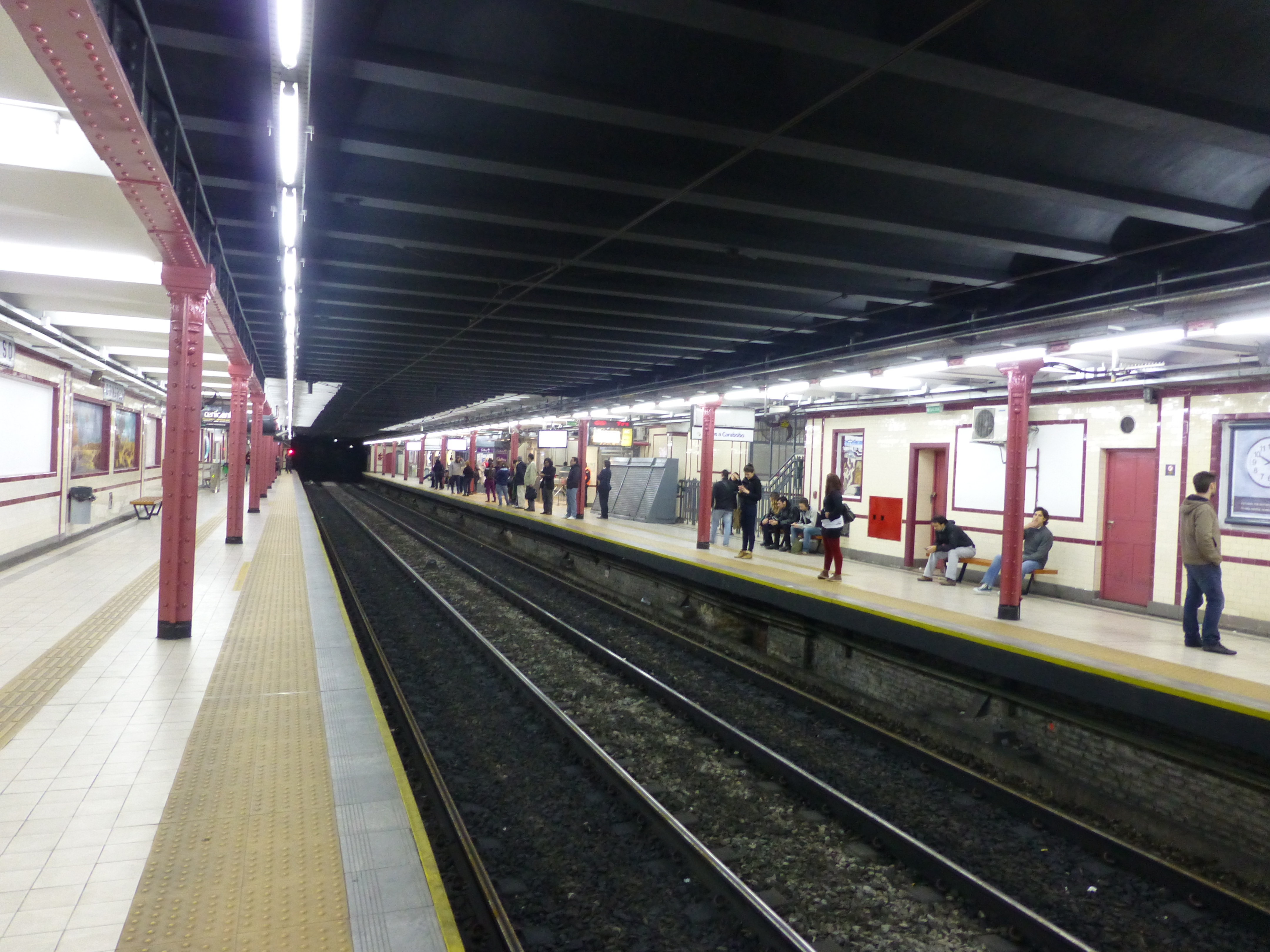
Panorama general